# Ayuntamiento de Gijón
El Ayuntamiento de Gijón es el organismo que se encarga del gobierno y de la administración del concejo de Gijón (Asturias, España). Está presidido por el correspondiente alcalde, actualmente Carmen Moriyón, de Foro Asturias.

## Sede
El Ayuntamiento cuenta desde 1865 con la casa consistorial como sede principal. 
Algunas sedes anteriores habían sido la Torre del Reloj (1572) y el edificio de la plaza de la Corrada.

## Alcaldes

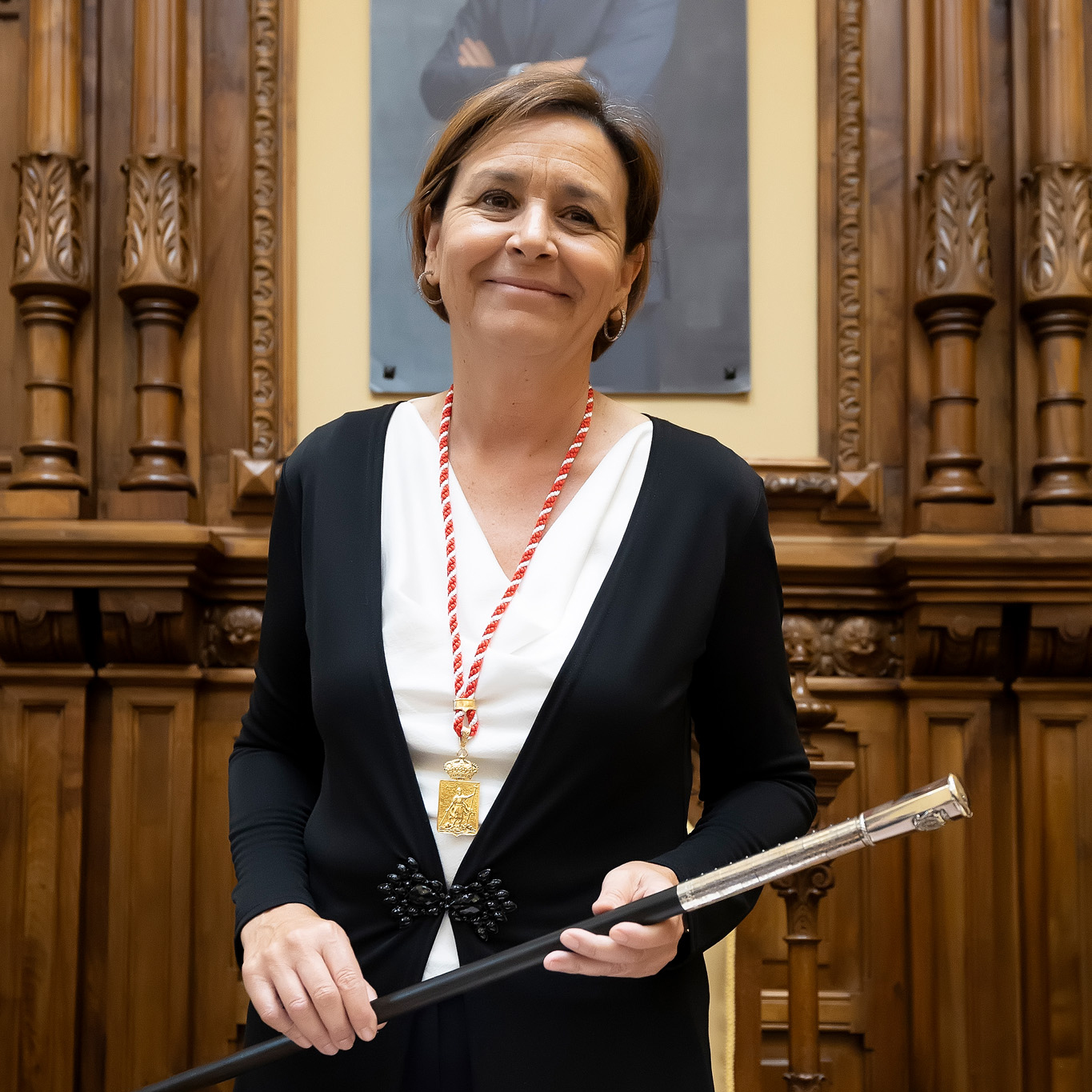
Carmen Moriyón, alcaldesa de Gijón en el periodo 2011-2015, 2015-2019 y 2023-2027, por Foro Asturias

Gijón ha tenido una nutrida lista de alcaldes a lo largo de su historia. El primer alcalde fue Juan Francisco Calderón en 1840, que estuvo en el cargo un mes. La actual alcaldesa es la número 102. A continuación los alcaldes de la democracia a partir de la transición:
| Periodo   | Nombre                             | Partido                                    |
| --------- | ---------------------------------- | ------------------------------------------ |
| 1979-1983 | José Manuel Palacio Álvarez        | Federación Socialista Asturiana (FSA-PSOE) |
| 1983-1987 | José Manuel Palacio Álvarez        | Federación Socialista Asturiana (FSA-PSOE) |
| 1987-1991 | Vicente Alberto Álvarez Areces     | Federación Socialista Asturiana (FSA-PSOE) |
| 1991-1995 | Vicente Alberto Álvarez Areces     | Federación Socialista Asturiana (FSA-PSOE) |
| 1995-1999 | Vicente Alberto Álvarez Areces     | Federación Socialista Asturiana (FSA-PSOE) |
| 1999-2003 | Paz Fernández Felgueroso           | Federación Socialista Asturiana (FSA-PSOE) |
| 2003-2007 | Paz Fernández Felgueroso           | Federación Socialista Asturiana (FSA-PSOE) |
| 2007-2011 | Paz Fernández Felgueroso           | Federación Socialista Asturiana (FSA-PSOE) |
| 2011-2015 | María del Carmen Moriyón Entrialgo | Foro Asturias (FAC)                        |
| 2015-2019 | María del Carmen Moriyón Entrialgo | Foro Asturias (FAC)                        |
| 2019-2023 | Ana González Rodríguez             | Federación Socialista Asturiana (FSA-PSOE) |
| 2023-act. | María del Carmen Moriyón Entrialgo | Foro Asturias (FAC)                        |

## Pleno
El principal órgano de administración de la ciudad es el pleno del Ayuntamiento. Dicha cámara está formada por 27 concejales de 6 fuerzas políticas distintas y un independiente. 
| Partido político    | Partido político                                                                | 1979   | 1983   | 1987   | 1991   | 1995   | 1999   | 2003   | 2007   | 2011   | 2015   | 2019   | 2023   |
| Partido político    | Partido político                                                                | Ediles | Ediles | Ediles | Ediles | Ediles | Ediles | Ediles | Ediles | Ediles | Ediles | Ediles | Ediles |
|                     | Federación Socialista Asturiana (FSA-PSOE)                                      | 13     | 17     | 11     | 12     | 12     | 16     | 13     | 13     | 10     | 7      | 11     | 9      |
|                     | Foro Asturias (FAC)                                                             | —      | —      | —      | —      | —      | —      | —      | —      | 9      | 8      | 3      | 8      |
|                     | Partido Popular (PP)-Alianza Popular (AP)                                       | 1      | 7      | 7      | 9      | 11     | 9      | 11     | 12     | 5      | 3      | 3      | 5      |
|                     | Vox                                                                             | —      | —      | —      | —      | —      | —      | —      | —      | —      | —      | 2      | 2      |
|                     | Izquierda Unida (IU)-Bloque por Asturies (BA)-Partido Comunista de España (PCE) | 4      | 3      | 3      | 3      | 4      | 2      | 3      | 2      | 3      | 2      | 1      | 2      |
|                     | Podemos-Xixón Sí Puede                                                          | —      | —      | —      | —      | —      | —      | —      | —      | —      | 6      | 3      | 1      |
|                     | Ciudadanos (CS)                                                                 | —      | —      | —      | —      | —      | —      | —      | —      | —      | 1      | 4      | 0      |
|                     | Unidad Gijonesa (UG)                                                            | —      | —      | —      | 3      | —      | —      | —      | —      | —      | —      | —      | —      |
|                     | Centro Democrático y Social (CDS)-Unión de Centro Democrático (UCD)             | 9      | —      | 6      | 0      | —      | 0      | 0      | —      | —      | —      | —      | —      |
| Total de concejales | Total de concejales                                                             | 27     | 27     | 27     | 27     | 27     | 27     | 27     | 27     | 27     | 27     | 27     | 27     |

### Composición 2023-2027
El gobierno estuvo formado inicialmente por un tripartito entre Foro, PP y Vox, que juntos sumaron el 53,34% de los votos en las elecciones municipales de 2023. Se inició el 17 de junio de 2023, con la proclamación de Carmen Moriyón (FORO) como alcaldesa de Gijón. Trece concejales actúan como Concejales de Gobierno, es decir, teniendo una Concejalía a su cargo (Movilidad, Deporte, Seguridad...). Así mismo, dos de ellos, Ángela Pumariega y Jesús Martínez Salvador son primer y segundo teniente de alcaldesa respectivamente.En octubre de 2023 Moriyón anunció la expulsión de Vox del gobierno municipal, quedando éste formado por Foro, PP y Oliver Suárez, hasta entonces miembro de Vox.
| Pleno del Ayuntamiento en la Corporación 2023-2027 | Pleno del Ayuntamiento en la Corporación 2023-2027 | Pleno del Ayuntamiento en la Corporación 2023-2027 | Pleno del Ayuntamiento en la Corporación 2023-2027                   | Pleno del Ayuntamiento en la Corporación 2023-2027                                            |
| N.º                                                | Partido                                            | Partido                                            | Persona                                                              | Cargo/observaciones                                                                           |
| Gobierno                                           | Gobierno                                           | Gobierno                                           | Gobierno                                                             | Gobierno                                                                                      |
| -------------------------------------------------- | -------------------------------------------------- | -------------------------------------------------- | -------------------------------------------------------------------- | --------------------------------------------------------------------------------------------- |
| 1                                                  |                                                    | FORO                                               | Carmen Moriyon Entrialgo                                             | Alcaldesa de Gijón                                                                            |
| 2                                                  | Jesús Martínez Salvador                            | FORO                                               | Portavoz del Grupo Municipal Foro Vicealcalde, concejal de Urbanismo |                                                                                               |
| 3                                                  | María Mitre Aranda                                 | FORO                                               | Concejala de Hacienda                                                |                                                                                               |
| 4                                                  | Gilberto Villoria Palacios                         | FORO                                               | Concejal de Infraestructuras Urbanas y Rurales                       |                                                                                               |
| 5                                                  | Ana Monserrat López Moro                           | FORO                                               | Concejala de Cultura, Juventud y Museos                              |                                                                                               |
| 6                                                  | Pelayo Barcia Castañón                             | FORO                                               | Concejal de Tráfico, Movilidad y Transporte Público                  |                                                                                               |
| 7                                                  | Nuria Bravo Bretones                               | FORO                                               | Concejala de Seguridad Ciudadana y Emergencias                       |                                                                                               |
| 8                                                  | Jorge González-Palacios Ortea                      | FORO                                               | Concejal de Relaciones Institucionales                               |                                                                                               |
| 9                                                  |                                                    | PP                                                 | Ángela Pumariega Menéndez                                            | Portavoz del Grupo Municipal Popular Vicealcaldesa, concejala de Empleo, Turismo e Innovación |
| 10                                                 | José Jorge Pañeda Fernández                        | PP                                                 | Concejal de Deportes y Educación                                     |                                                                                               |
| 11                                                 | Rodrigo Pintueles Espina                           | PP                                                 | Concejal de Medio Ambiente y Sostenibilidad                          |                                                                                               |
| 12                                                 | Abel Junquera Rodríguez                            | PP                                                 | Concejal de Atención a la Ciudadanía y Distritos                     |                                                                                               |
| 13                                                 | Guzmán Pendas Molina                               | PP                                                 | Concejal de Servicios Sociales, Vivienda y Cooperación               |                                                                                               |
| 14                                                 |                                                    | Independiente                                      | Oliver Suárez Rubio                                                  |                                                                                               |
| Oposición                                          |                                                    |                                                    |                                                                      |                                                                                               |
| 15                                                 |                                                    | PSOE                                               | Luis Manuel Flórez García                                            | Portavoz del Grupo Municipal Socialista                                                       |
| 16                                                 | María Caunedo Fernández                            | PSOE                                               |                                                                      |                                                                                               |
| 17                                                 | Constantino Vaquero Pastor                         | PSOE                                               |                                                                      |                                                                                               |
| 18                                                 | Carmen Eva Pérez Ordieres                          | PSOE                                               |                                                                      |                                                                                               |
| 19                                                 | Juan José Alonso Ordiales                          | PSOE                                               |                                                                      |                                                                                               |
| 20                                                 | Marina Pineda González                             | PSOE                                               |                                                                      |                                                                                               |
| 21                                                 | José Ramón Tuero del Prado                         | PSOE                                               |                                                                      |                                                                                               |
| 22                                                 | Natalia González Peláez                            | PSOE                                               |                                                                      |                                                                                               |
| 23                                                 | Jacobo López Fernández                             | PSOE                                               |                                                                      |                                                                                               |
| 24                                                 |                                                    | Vox                                                | Sara Concepción Álvarez Rouco                                        | Portavoz del Grupo Municipal Vox                                                              |
| 25                                                 |                                                    | CxGijón                                            | Javier Suárez Llana                                                  | Portavoz del Grupo Municipal IU-MP-IAS                                                        |
| 26                                                 | Noelia Ordieres Buarfa-Mohamed                     | CxGijón                                            | Concejal de Servicios Sociales, Vivienda y Cooperación               |                                                                                               |
| 27                                                 |                                                    | Podemos                                            | Olaya Suárez Fernández                                               | Portavoz del Grupo Municipal Podemos Xixón                                                    |

### Composición 2019-2023
| Pleno del Ayuntamiento en la Corporación 2019-2023 | Pleno del Ayuntamiento en la Corporación 2019-2023 | Pleno del Ayuntamiento en la Corporación 2019-2023 | Pleno del Ayuntamiento en la Corporación 2019-2023                      | Pleno del Ayuntamiento en la Corporación 2019-2023                                   |
| N.º                                                | Partido                                            | Partido                                            | Persona                                                                 | Cargo/observaciones                                                                  |
| Gobierno                                           | Gobierno                                           | Gobierno                                           | Gobierno                                                                | Gobierno                                                                             |
| -------------------------------------------------- | -------------------------------------------------- | -------------------------------------------------- | ----------------------------------------------------------------------- | ------------------------------------------------------------------------------------ |
| 1                                                  |                                                    | PSOE                                               | Ana González                                                            | Alcaldesa de Gijón                                                                   |
| 2                                                  | Natalia González Peláez                            | PSOE                                               | Concejala de Derechos, Bienestar Social, Educación, Infancia y Juventud |                                                                                      |
| 3                                                  | José Luis Fernández Fernández                      | PSOE                                               | Concejal de Seguridad Ciudadana                                         |                                                                                      |
| 4                                                  | Manuel Ángel Vallina Rodríguez                     | PSOE                                               | Concejal de Cultura                                                     |                                                                                      |
| 5                                                  | María Pineda González                              | PSOE                                               | Concejala de Hacienda, Organización Municipal y Personal                |                                                                                      |
| 6                                                  | Ramón Tuero del Prado                              | PSOE                                               | Concejal de Actividad Física, Deporte y Distrito Rural                  |                                                                                      |
| 7                                                  | Dolores Patón Sabucedo                             | PSOE                                               | Concejala de Atención a la Ciudadanía, Distritos y Urbanismo            |                                                                                      |
| 8                                                  | Salomé Díaz Toral                                  | PSOE                                               | Concejala de Mantenimiento y Obras Públicas y Memoria Democrática       |                                                                                      |
| 9                                                  | Santos Tejón Llaneza                               | PSOE                                               | Concejal de Promoción Económica, Empleo, Turismo y Comercio Local       |                                                                                      |
| 10                                                 | Carmen Saras Blanco                                | PSOE                                               | Concejala de Cooperación al Desarrollo y Salud Animal                   |                                                                                      |
| 11                                                 | María Canuedo                                      | PSOE                                               | Concejala de Participación Ciudadana, Mercados, Consumo y Salud Animal  |                                                                                      |
| 12                                                 |                                                    | Xixón por la Izquierda (IU-IAS)                    | Manuel Aurelio Martín González                                          | Concejal de Medio Ambiente y Movilidad, portavoz del Grupo Municipal Izquierda Unida |
| Oposición                                          |                                                    |                                                    |                                                                         |                                                                                      |
| 13                                                 |                                                    | Ciudadanos                                         | José Carlos Fernández Sarasola                                          | Portavoz del Grupo Municipal Ciudadanos                                              |
| 14                                                 | Rubén Pérez Carcedo                                | Ciudadanos                                         |                                                                         |                                                                                      |
| 15                                                 | Ana Isabel Menéndez Rodriguez                      | Ciudadanos                                         |                                                                         |                                                                                      |
| 16                                                 | Maria Asunción Simal Ordás                         | Ciudadanos                                         |                                                                         |                                                                                      |
| 17                                                 |                                                    | FORO                                               | Jesús Martínez Salvador                                                 | Portavoz del Grupo Municipal Foro                                                    |
| 18                                                 | Pelayo Barcia Castañón                             | FORO                                               |                                                                         |                                                                                      |
| 19                                                 | Ana Monserrat López Moro                           | FORO                                               |                                                                         |                                                                                      |
| 20                                                 |                                                    | Podemos-Equo                                       | Laura Tuero Sánchez                                                     | Portavoz del Grupo Municipal Podemos Equo Xixón                                      |
| 21                                                 | Juan Manuel Chaves Martínez                        | Podemos-Equo                                       |                                                                         |                                                                                      |
| 22                                                 | Rufino Fernández Alonso                            | Podemos-Equo                                       |                                                                         |                                                                                      |
| 23                                                 |                                                    | Independiente                                      | Alberto Lopez-Asenjo                                                    | Portavoz y miembro del PP hasta 2021                                                 |
| 24                                                 |                                                    | Partido Popular                                    | Ángela Pumariega Menéndez                                               | Portavoz del Grupo Municipal Popular                                                 |
| 25                                                 | Ángeles Fernández                                  | Partido Popular                                    |                                                                         |                                                                                      |
| 26                                                 |                                                    | Vox                                                | Eladio de la Concha                                                     | Portavoz del Grupo Municipal Vox                                                     |
| 27                                                 | Laura Hurlé Díaz                                   | Vox                                                |                                                                         |                                                                                      |

## Junta de Gobierno Local
La Junta de Gobierno Local es un órgano ejecutivo conformado por la alcaldesa y 10 miembros más pertenecientes a la corporación municipal. Se reúnen una vez a la semana.

## Empresas e instituciones
El Ayuntamiento tiene adscritos una serie de empresas y de instituciones:

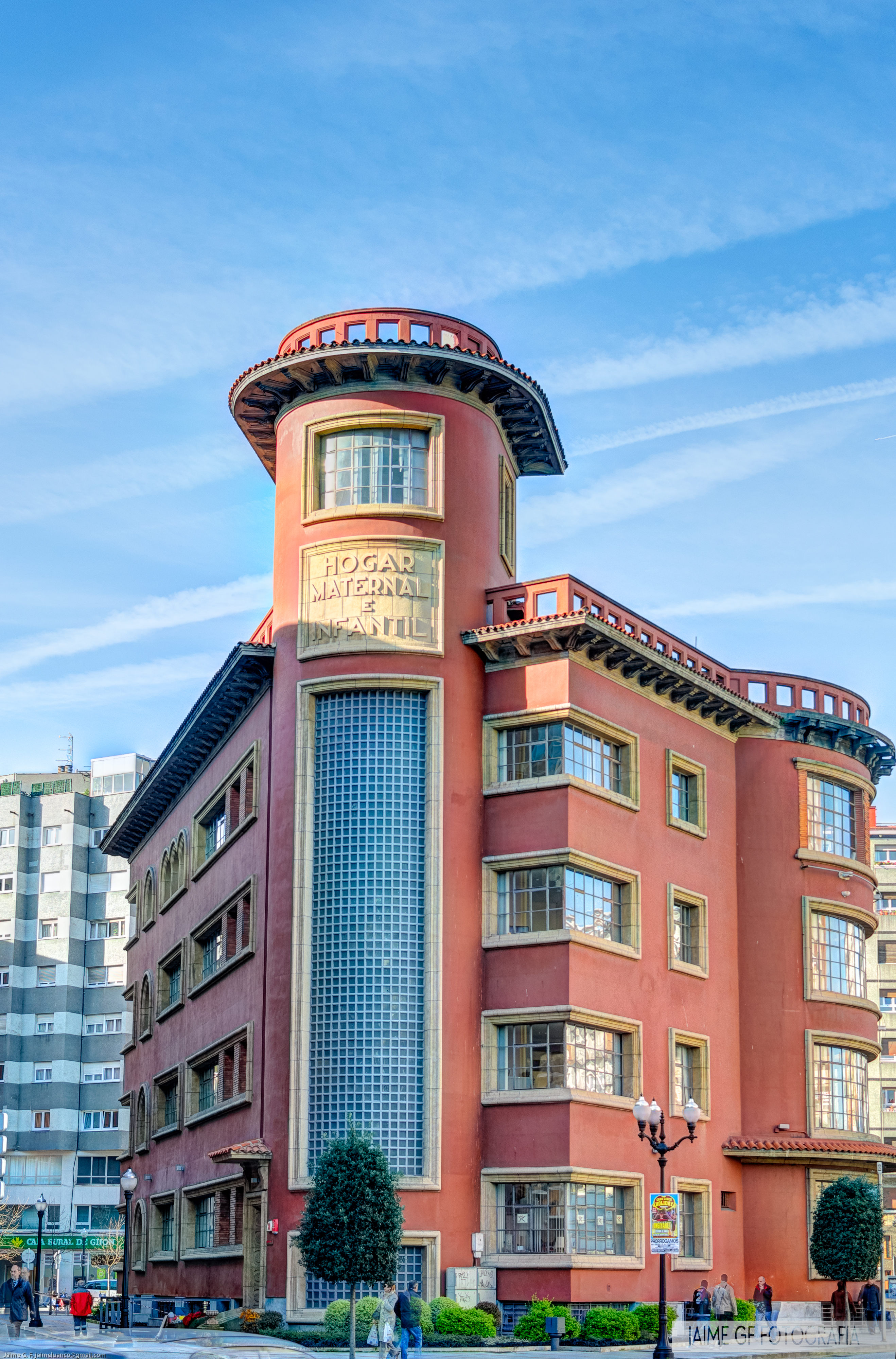
El Hogar Maternal e Infantil

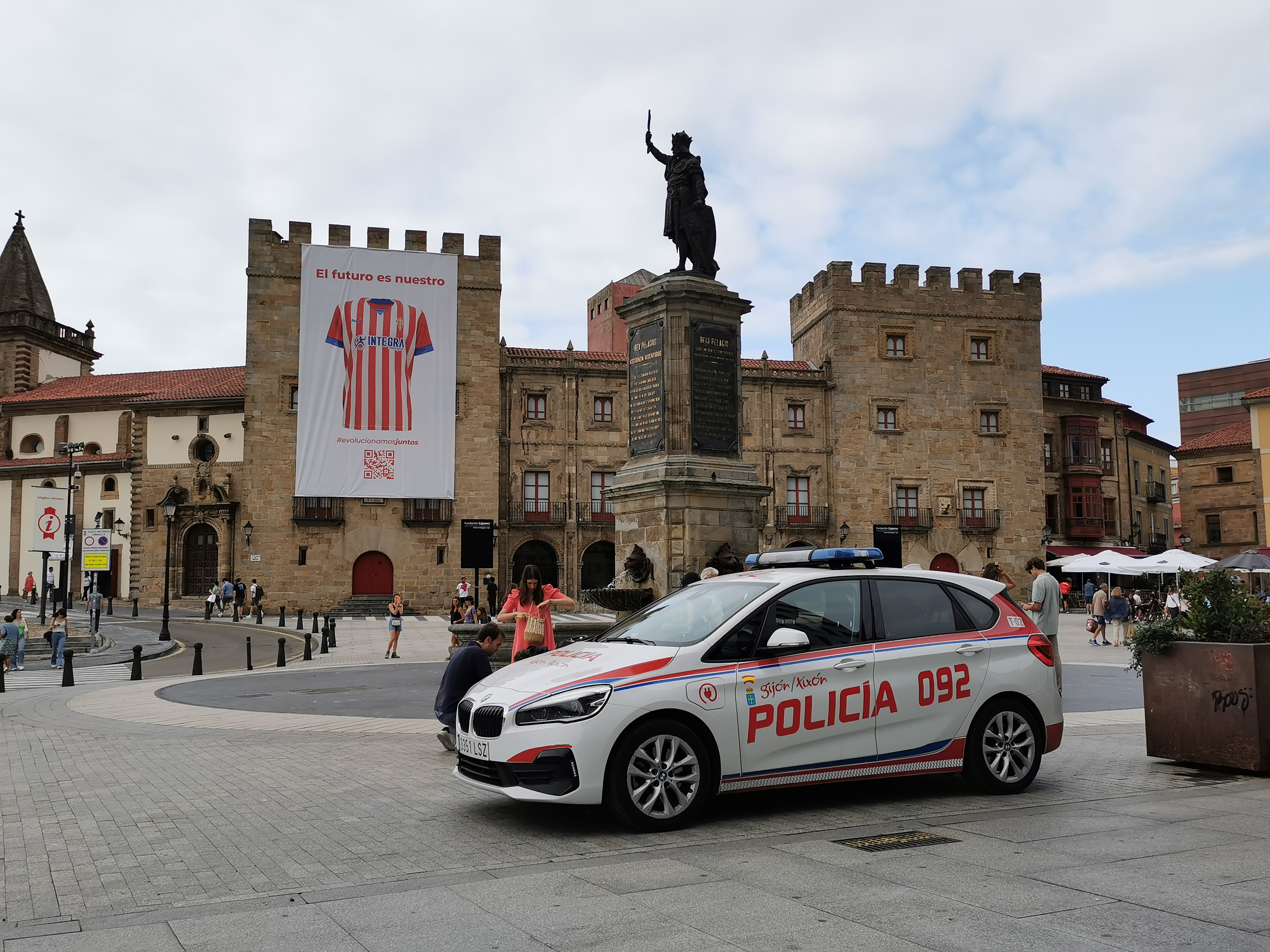
Coche de la Policía Local en la plaza del Marqués

### Organismos autónomos
- Fundación Municipal de Cultura, Educación y Universidad Popular: Este ente incluye a la Red Municipal de Museos y la Red Municipal de Bibliotecas de Gijón. Su sede está en el Centro de Cultura Antiguo Instituto y está presidida por Ana Montserrat López, concejala de Cultura.
- Patronato Deportivo Municipal: Se encarga del deporte público en la ciudad. Su sede está en el Centro Municipal Integrado de El Coto y está presidio por Jorge Pañeda, concejal de Deportes.
- Fundación Municipal de Servicios Sociales: Gestiona recursos de apoyo dirigidos a personas individuales, familias, asociaciones y empresas. Fue fundada en 1982 y tiene su sede principal en La Gota Leche.

### Empresas municipales
- Emtusa: Empresa de transporte público con sede en el barrio de Tremañes. Está presidida por Pelayo Barcia, concejal de Tráfico y Movilidad.
- Emulsa: Empresa que gestiona la higiene urbana, gestión de residuos, mantenimiento de zonas verdes, limpieza de colegios públicos y edificios municipales y de la señalización horizontal y vertical. Su sede está en Roces y está presidida por Rodrigo Pintueles.
- EMA: Empresa encargada de la administración del agua desde 1965. Su sede se construyó en 1997 en el entorno de la playa del Arbeyal, El Natahoyo. Depende de la concejalía de Urbanismo, siendo su presidente Jesús Martínez Salvador.
- Impulsa: Empresa destinada a dinamizar la economía, construcción, comercio y turismo. Su sede se halla en el PCTG, en la Milla del Conocimiento Margarita Salas.
- Empresa Municipal de la Vivienda: Administración de la vivienda pública gijonesa. Su sede está en El Polígono.
- Divertia: Coordinación de actividades de ocio y recreativas. Su sede está en La Casa de la Palmera, El Centro, y su presidente es Oliver Suárez, concejal no adscrito.

### Empresas mixtas
- Cegisa: Coordinación de cementerios del concejo. Está presidida por Guzmán Pendás.
- Empresa Mixta de Tráfico: Empresa de gestión del tráfico y de la señalización semafórica. Está presidida por Pelayo Barcia, concejal de Tráfico y Movilidad.
- Centro de Transportes de Gijón: Grandes instalaciones vitales para la logística gijonesa en Tremañes. Está presidida por Pelayo Barcia, concejal de Tráfico y Movilidad.

### Instituciones
- Policía Local de Gijón
- Bomberos de Gijón

## Resultados electorales
| Partido político                           | 2023   | 2023  | 2023       | 2019   | 2019  | 2019       | 2015   | 2015  | 2015       | 2011   | 2011  | 2011       | 2007   | 2007  | 2007       |
| Partido político                           | Votos  | %     | Concejales | Votos  | %     | Concejales | Votos  | %     | Concejales | Votos  | %     | Concejales | Votos  | %     | Concejales |
| Federación Socialista Asturiana (FSA-PSOE) | 40 602 | 28,95 | 9          | 46 465 | 34,20 | 11         | 35 105 | 24,80 | 7          | 47 583 | 31,59 | 10         | 63 769 | 44,45 | 13         |
| Foro Asturias (FAC)                        | 40 274 | 28,72 | 8          | 16 803 | 12,37 | 3          | 36 235 | 25,59 | 8          | 42 590 | 28,27 | 9          | —      | —     | —          |
| Partido Popular (PP)                       | 23 294 | 16,61 | 5          | 15 245 | 11,22 | 3          | 15 214 | 10,75 | 3          | 28 326 | 18,80 | 5          | 58 064 | 40,47 | 12         |
| Izquierda Unida (IU)                       | 11 211 | 7,99  | 2          | 8424   | 6,20  | 2          | 11 533 | 8,15  | 2          | 15 877 | 10,54 | 3          | 12 652 | 8,82  | 2          |
| Vox                                        | 11 209 | 7,99  | 2          | 9517   | 7,00  | 2          | —      | —     | —          | —      | —     | —          | —      | —     | —          |
| Podemos-Xixón Sí Puede                     | 7222   | 5,15  | 1          | 16 161 | 11,89 | 3          | 29 870 | 21,10 | 6          | —      | —     | —          | —      | —     | —          |
| Ciudadanos (CS)                            | 1334   | 0,95  | 0          | 18 189 | 13,39 | 4          | 8086   | 5,71  | 1          | —      | —     | —          | —      | —     | —          |

## Evolución de la deuda viva municipal
El concepto de deuda viva contempla sólo las deudas con cajas y bancos relativas a créditos financieros, valores de renta fija y préstamos o créditos transferidos a terceros, excluyéndose, por tanto, la deuda comercial.
| Gráfica de evolución de la deuda viva del Ayuntamiento entre 2008 y 2023                        |
|                                                                                                 |
| Deuda viva del Ayuntamiento de Gijón, en miles de euros, según datos del Ministerio de Hacienda |